# Seekampfeinsatz vor Anzio
Der Seekampfeinsatz vor Anzio bezeichnet die Feuertaufe der Kleinkampfverbände der Kriegsmarine (K-Verbände) in der Nacht vom 20. auf den 21. April 1944. Ziel der deutschen K-Verbände, war die Versenkung von alliierten Geleitzügen und Schiffen im Hafen von Anzio. Der Einsatz, welcher mit 23 bemannten Torpedos vom Typ Neger durchgeführt wurde, war jedoch ein Fehlschlag. Das Gros der gemeldeten Handelsschiffe war zum Zeitpunkt des Angriffes, von der deutschen Aufklärung unbemerkt, bereits wieder ausgelaufen, so dass die Angreifer lediglich drei Schiffe sowie die Hafenanlage leicht beschädigen konnten. 10 Piloten verloren bei diesem Angriff ihr Leben.

## Ausgangslage
Am 3. September 1943 begann die alliierte Invasion in Italien. Während die alliierten Truppen angesichts der hartnäckigen deutschen Verteidigung nur langsam vorankamen, entschloss sich der Oberbefehlshaber der 5. US-Armee, Lieutenant General Guy C. Swan, zu einer weiteren Landung, hinter der deutschen Hauptverteidigungslinie. Er erhoffte sich einen Rückzug der Wehrmacht aus ihren bisherigen Stellungen. Ende Januar 1944 begann, unter dem Befehl von John Lucas, die amphibische Invasion bei Anzio. Lucas versäumte es jedoch, seine Truppen aus dem gebildeten Brückenkopf in Richtung des unverteidigten Roms marschieren zu lassen. Stattdessen verharrte das VI. Korps der 5. US-Armee sechs Tage an der Landungsstelle und blieb inaktiv. Der deutsche Oberbefehlshaber für die Italienfront, Generalfeldmarschall Albert Kesselring, nutzte diese Zeit und umschloss den amerikanischen Landungsplatz mit starken deutschen Verbänden. Der Ausbruch der amerikanischen Truppen scheiterte jetzt an der deutschen Verteidigung. Von Ende Januar bis April 1944 gelang eine reibungslose Zuführung von Personal, Versorgungsgütern, Munition, Treibstoff und schwerer Ausrüstung im Hafen von Anzio. Die deutsche Führung unter Kesselring erkannte daher schon bald, dass eine wirkungsvolle Abschirmung des alliierten Brückenkopfes unter diesen Voraussetzungen nicht länger Bestand haben würde. Daher wandte sich Kesselring an das Oberkommando der Marine (OKM), um den gegnerischen Nachschub, dessen Achillesferse, von See her zu unterbinden. Die geschwächte Luftwaffe vermochte diesen Nachschub nur punktuell zu stören, und die Kriegsmarine selbst konnte aufgrund ihrer Unterpräsenz im Mittelmeer keinen wirksamen Beitrag leisten. Da die U-Boote und die Boote der 1. Schnellboot-Flottille durch alliierte Konvoisicherung in ihrem Einsatz ebenfalls stark gehemmt waren, entschloss sich das OKM für die Entsendung der jüngst begründeten K-Verbände. Dort sollten erstmals die bemannten Torpedos vom Typ Neger zum Einsatz kommen.

## Vorbereitung
Obwohl diese im März 1944 noch im Erprobungstest standen, wurde eiligst das Marineeinsatzkommando (M.E.K.) 75 unter der Führung von Oberleutnant z.S Johann-Otto Krieg aufgestellt. Die Bezeichnung M.E.K.75 war dabei nur ein Tarnname für die an diesem Einsatz beteiligte K-Flottille 361. Nach Anpassung der Trimmung der Neger an den Salzgehalt des Mittelmeers begann am 6. April 1944 die Verlegung von 40 Neger (10 davon Reserve) der K-Flottille 361 samt Personalstamm per Eisenbahn.
Der Anmarsch war erschwert durch Partisanentätigkeit und ständige alliierte Lufthoheit. Ihr Ziel war zunächst Rignano sull’Arno. Dort waren keine entsprechenden Tieflader oder Zugmaschinen vom Typ Sd.Kfz. 9 zum Weitertransport vorhanden, so dass die Flottille unter Oberleutnant z. S. Krieg erst in der Nacht des 13. auf den 14. April 1944 südlich von Rom am Bestimmungsort Pratica di Mare eintraf. Zu diesem Zeitpunkt waren noch 37 Neger für 30 Piloten einsatzbereit, drei Neger waren im Verlauf des Transports zerstört worden. Dort wurden die Geräte unter zusätzlichen Tarnnetzen in einen Pinienwald vor gegnerischer Luftaufklärung getarnt.
Eine nähere Erkundung des flachen Uferstreifens ergab, dass der gewählte Ausgangspunkt taktisch ungünstig war: Um fahrbare Gewässertiefen zu erreichen, hätten die Neger zunächst mehrere dutzend Meter durch Muskelkraft ins offene Wasser befördert werden müssen, wo sie von allein aufschwammen. Aus diesem Grund forderte Oberleutnant z. S. Krieg vorerst Unterstützung von der in der Nähe stationierten 4. Fallschirmjäger-Division durch 500 Fallschirmjäger an. Letztlich entschied er sich, die Küste des nahen Ortes Torvaianica für seine Unternehmung zu nutzen, da dort bereits nach kürzerer Distanz genügend Freiwasser für Eigensteuerung der Neger vorhanden war.

## Einsatz

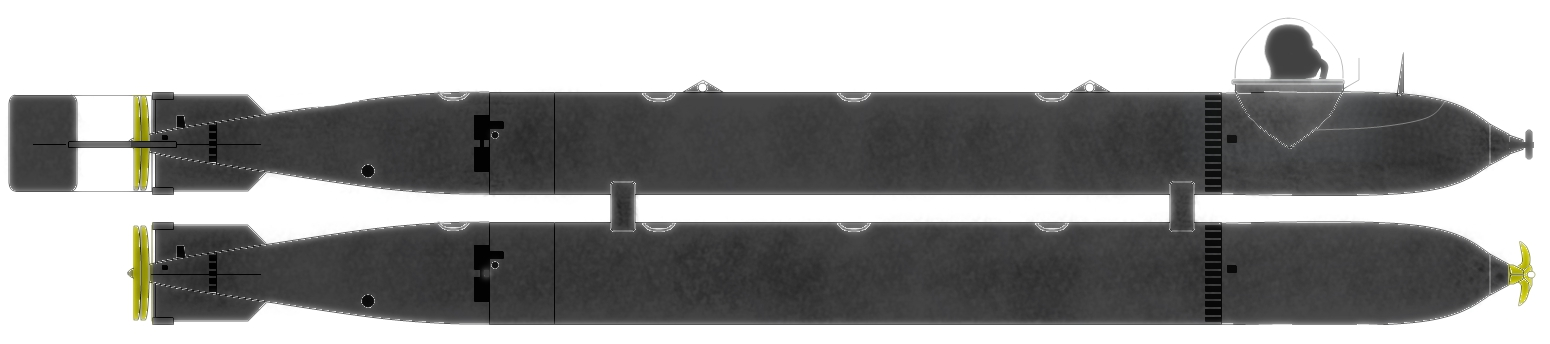
Eine grafische Darstellung des bemannten Torpedos vom Typ Neger. Mit diesen unzulänglichen Geräten, fand der Ersteinsatz der Kleinkampfverbände statt.

In der Neumondnacht vom 20. zum 21. April 1944, propagandistisch auch als „Führergeburtstagsgeschenk“ betitelt, startete zwischen 22:00 Uhr und 22:30 Uhr der erste K-Angriff der Geschichte auf den 18 Seemeilen entfernten Ankerplatz der alliierten Schiffe. Unterstützt werden sollte der Angriff von einer Sondereinheit der Brandenburger mit den von ihnen entwickelten Sprengbooten. Ihr Einsatz wurde jedoch aufgrund der geringen Anzahl der Sprengboote und der Unerfahrenheit der Bootsführer kurzfristig abgesagt. Koordiniert wurde der Angriff von Kapitän zur See Friedrich Düwel, der dem Range nach über Oberleutnant z. S. Krieg stand. Wie von Oberleutnant z. S. Krieg befürchtet, endete schon das Wassern der Geräte; jedes wog rund fünf Tonnen; in einem Fiasko. Da keine Kräne oder Rollwagen zur Verfügung standen, mussten provisorische Rollunterlagen aus Baumstämmen und Schilfmatten herhalten, die aber für eine derartige Aufgabe nur bedingt tauglich waren.
So gruben sich 14 bzw. 13 aufgrund der geringen Wassertiefe bereits beim Wassern im Schlick des Meeresgrundes fest. Die festgefahrenen Neger wurden nach Beendigung des Einsatzes gesprengt. Auch die Anzahl der tatsächlich in See stechenden Neger unterliegt unterschiedlichen Aussagen. Sie wird mit 23 und 17 beziffert.
Es gilt heute als gesichert, dass jedoch 23 Neger am Angriff beteiligt waren. Die Neger wurden in drei verschiedene Gruppen geteilt. Die 1. Gruppe nahm Kurs auf Capo d’Anzio, die 2. Gruppe visierte die Reede von Anzio an und die 3. Gruppe steuerte den Hafen von Anzio direkt an. Unterstützt wurden die drei Kampfgruppen von der Luftwaffe, die in dieser Nacht drei Angriffe flog und Splitterbomben auf die am Brückenkopf stehenden Alliierten abwarf, um so die Aufmerksamkeit auf sich zu ziehen sowie von einer Flak-Batterie, die den Befehl hatte, alle 20 Minuten Leuchtgranaten in die Richtung des Zieles zu schießen, um so die Orientierung der Negerpiloten zu verbessern. Allerdings war man auf alliierter Seite durch die Decodierung der Enigma (im Dezember 1943) und des darin enthaltenen Marinecodes „Dolphin“ vor einen möglichen Angriff von deutschen Kleinkampfmitteln am 20. April 1944 gewarnt. Es herrschte aus diesem Grund bereits Alarmbereitschaft.

## Ergebnisse
Nachhaltiger Erfolg der Angreifer blieb mangels geeigneter Schiffsziele aus. Lediglich die Negerpiloten Karl Heinz Potthast, Horst Berger und Hermann Voigt gaben die Torpedierung eines Wachschiffes, eines Dampfers sowie eines Transporters an. Walter Gerhold torpedierte ein Molengeschütz. Eine alliierte Bestätigung über Versenkungen oder Beschädigungen von Schiffen wurde nicht bekannt. Ein Negerpilot fuhr sich auf der Rückfahrt wenige Meter vom Strand entfernt fest und erstickte trotz der auch von Jagdfliegerpiloten verwendeten sogenannten „Jägermaske“ und den dazugehörigen Kalipatronen. Er wurde erst am Morgen von deutschen Einheiten entdeckt und geborgen. Ein weiterer Pilot war bereits auf dem Anmarschweg oder im Gefecht an Kohlenmonoxidvergiftung gestorben. Dessen Neger wurde später von den Alliierten im Kreis fahrend aufgebracht. Den Alliierten fiel somit ein unbeschädigter Neger zwecks späteren Studiums in die Hände.
Die rückkehrenden Piloten versenkten befehlsgemäß die Neger auf ihrem Rückweg noch in tiefen Gewässern, da eine Anlandung der Geräte mangels geeigneter Maschinen unmöglich war. Nach der Versenkung, die ausdrücklich hinter den deutschen Linien zu erfolgen hatte, schwammen sie an das nahe Ufer und kehrten zu ihrer Einheit zurück. Die „eigenen Linien“ wurden dadurch sichtbar gemacht, dass ab Einsatzbeginn ein großer Holzschuppen angezündet wurde, dessen Flammen bis in den Morgen hinein loderten. Er diente den heimkehrenden Piloten als Markierungsfeuer.
Die K-Verbände erlitten 10 Verluste, 13 kehrten vom Einsatz zurück. Vier Piloten gerieten in US-amerikanische Kriegsgefangenschaft. Nach diesem Rückschlag sowie der Erkenntnis, dass die Alliierten von der neuen Waffe erfahren hatten, und der Überraschungseffekt verlorenging, war der Einsatz bei Anzio beendet. Das M.E.K. 75 wurde – nunmehr ohne Geräte – zurück nach Deutschland verlegt. Die Einheit legte ihren Decknamen ab und erhielt wieder ihre ursprüngliche Bezeichnung als K-Flottille 361.